# Rivales (película de 2008)
Rivales es una película de 2008 dirigida por Fernando Colomo. El guion es de Joaquín Oristrell e Inés París. Se trata de una comedia coral, acerca de las relaciones que emergen a raíz de la disputa de la final de un torneo juvenil nacional.

## Sinopsis
Los clubes juveniles: el Deportivo Madrileño y el Atlético Barcelonés son los eternos contricantes de una final de un torneo juvenil, que se celebrará en la ciudad de Sevilla. Todos los jugadores tienen gran ilusión por vencer a sus eternos "rivales". Durante ese viaje a Sevilla, las relaciones entre los padres y los hijos, entre las propias parejas, así como las relaciones sociales con el grupo, serán retratadas en diferentes situaciones.

## Reparto
| Intérprete                 | Personaje             |
| -------------------------- | --------------------- |
| Ernesto Alterio            | Guillermo             |
| Gonzalo de Castro          | Carlos                |
| Santi Millán               | Xavier                |
| Kira Miró                  | Sara                  |
| Juanjo Puigcorbé           | Fernando              |
| María Pujalte              | María                 |
| Jorge Sanz                 | Jorge                 |
| Rosa Maria Sardà           | Rosa                  |
| Goya Toledo                | Maribel               |
| Javier Cifrián             | Pepe                  |
| Juan Navarro               | Edu                   |
| Adrián Portugal            | Willy                 |
| Juan Rueda                 | Donato                |
| Lilian Caro                | Nines                 |
| Pablo Viaplana             | Oriol                 |
| Francesc Cruz              | Piero                 |
| Carlos Bautista            | Sobrino               |
| Ana Cuesta                 | Recepcionista         |
| Alejandro Menéndez         | Elton                 |
| Diego García               | Rodrigo               |
| Miriam Giovanelli          | Carla                 |
| José Luis Torrijo          | Teo                   |
| Pepa Aniorte               | Begoña                |
| Pablo Zambrano             | Max                   |
| Gara Muñoz                 | Aurora                |
| Jordi Collet               | Sobrecargo            |
| Abraham Hidalgo            | Auxiliar de Vuelo     |
| Paco Hidalgo               | Taxista Madrid        |
| Fernando Millán            | Guardia Civil 2       |
| Laura Cepeda               | Carmen                |
| Helena Carrión             | Azafata Mostrador     |
| Pep Sais                   | Superior              |
| Ricard Borràs              | Guardia               |
| Julián Teurlais            | Guardia Civil 1       |
| Hugo Mesa                  | Padre Nines           |
| Carlos Cañas               | Marido Nines          |
| Marcos Fernández           | Hermano Nines         |
| José Ángel Capelo          | Hombre Calzoncillos 1 |
| Inés Joris                 | Agente Policía        |
| Pere Brasó                 | Padre                 |
| Gabriel Tortarolo          | Arbitro               |
| Òscar Ochoa                | Operario              |
| Albert Grabuleda Capdevila | Guardia de seguridad  |
| Fernando Colomo            |                       |
| Piero Verzello             | Pasajero              |

## ¿Dónde se rodó?
Guadalajara
Toledo
El Prat de Llobregat, Barcelona
Sevilla